# Vilhelm 2. af Holland
 Der er for få eller ingen kildehenvisninger i denne artikel, hvilket er et problem. Du kan hjælpe ved at angive troværdige kilder til de påstande, som fremføres i artiklen.

Vilhelm 2. af Holland (februar 1227 - 28. januar 1256) var en greve af Holland og Zeeland (1235-1256). Han blev valgt som tysk mod-konge i 1247 og forblev konge indtil sin død.
Han var søn af Floris 4. og Matilda af Brabant. Da hans far blev dræbt ved en turnering på Corbie, var William kun syv år gammel. Hans onkler, Vilhelm og Otto (biskop af Utrecht), var hans formyndere indtil 1239.
Med hjælp fra Henri 2., hertug af Brabant og ærkebiskoppen af Køln blev han  i oktober 1247, i en alder af 20, valgt som konge af Tyskland efter at kejser Frederik 2. var blevet ekskommunikeret. Efter en belejring på fem måneder, tog han Aachen i 1248 fra Frederiks tilhængere. Først da kunne han blive kronet som konge. Han fik en vis mængde teoretisk støtte fra nogle af de tyske fyrster efter hans ægteskab med Elisabeth, datter af Otto Barnet, hertug af Braunschweig-Lüneburg, i 1252; men, selv om "Vilhelm manglede hverken mod eller ridderlige kvaliteter ... nåede hans magt aldrig ud over Rheinland."
I sit hjemamt kæmpede Vilhelm med Flandern om kontrol over Zeeland. Han gjorde sig selv (som konge af Tyskland) til greve af Zeeland. I juli 1253 besejrede han den flamske hær ved Westkapelle (i det moderne Belgien) og året efter fulgte en våbenhvile. Hans anti-flamske politik forværrede hans forhold til Frankrig.
Fra 1254, udkæmpede han en række krige mod vestfriserne. Han byggede nogle stærke slotte i Heemskerk og Haarlem og byggede veje for at føre krigen mod friserne.
William gav byrettigheder til Haarlem, Delft, 's-Gravenzande og Alkmaar. Et slot han havde bygget i 1248 var begyndelsen til byen Haag.

## Død
Under et slag nær Hoogwoud den 28. januar 1256 forsøgte Vilhelm at krydse en frossen sø alene, fordi han var fortabt, men hans hest faldt gennem isen. I denne sårbare position, blev William dræbt af friserne, der i hemmelighed begravede ham under gulvet i et hus. Hans lig blev genfundet 26 år senere af hans søn Floris 5., der tog frygtelig hævn over vestfriserne. William blev der efter begravet i Middelburg. Samtidige kilder, herunder en krønike af Melis Stoke, portrætterer William som en helt.

## Galleri
- Grev Willem II i Holland tildeler privilegier af Caesar van Everdingen og Pieter Post, 1654
- Vilhelm 2. af Holland som "Willem van Henegouwen" i kulørt glas vindue fra 1588 af Willem Thibaut, der findes på Museum De Lakenhal.
- Våben for William 2. ii et middelalderligt manuscript.